# Secret Mountain Fort Awesome
A Secret Mountain Fort Awesome egy amerikai rajzfilmsorozat, melyet a Cartoon Network Studios készített. A sorozat pilot epizódja, az Uncle Grandpa című, a Cartoonstitute-ban kapott helyet. Eddig 26 db 11 perces rész készült belőle. Magyar címe még nem ismert. Az amerikai Cartoon Network 2011. augusztus 11-én mutatta be, és az új részeket New York-i idő szerint eleinte hétfőnként este fél kilenckor, majd később délután fél 5-kor adta. Néhány részt még nem mutatott be, ezek az iTunes-on elérhetőek.

## Cselekmény
Egy portálon át szörnyek érkeznek a Földre, de az emberek elnyomják őket. Egy hegyben, Fortban laknak.

## Szereplők
Festro

A sorozat szereplői. Elöl balról jobbra: Dingle, Slog, Festro és Gweelok. Hátul Fart

Festro egy lila szörny két nagy éles foggal. Ő a többi szörny vezetője.
Fart
Fart (magyarul: Fing) teste rózsaszín és fenékformájú.
Dingle
Dingle (magyarul: Szurdok) egy kék, kutyaszerű szörny, aki nem tud beszélni, csak halandzsázik. Egyszer beszélt a „Nightmare Sauce” című részben.
Slog
Slog egy fekete-szőrű szörny, narancssárga inggel és emberi orral. Mindig legyek röpködnek körülötte.
Gweelok
Gweeelok zöld és gömb alakú. Végtagjait nézve nincs lába, csak két emberi karja, amelyeken egy-egy karórát hord.

## Epizódok

### Pilot epizód
| # | Eredeti cím   | Magyar cím      | Író              | Eredeti bemutató | Magyar bemutató | Nézettség |
| - | ------------- | --------------- | ---------------- | ---------------- | --------------- | --------- |
| 0 | Uncle Grandpa | Nagyfater Bátyó | Peter Browngardt | 2008.            | 2011.           |           |

| Bemutató dátuma                  | #  | Magyar cím                                     | Angol cím                                   |
| -------------------------------- | -- | ---------------------------------------------- | ------------------------------------------- |
|                                  |    |                                                |                                             |
| ELSŐ ÉVAD                        |    |                                                |                                             |
|                                  |    |                                                |                                             |
|                                  | 01 | Szörny rendőrség                               | Monster Cops                                |
| Időben utazó bili                | 01 | Teleport-a-Potty                               |                                             |
|                                  |    |                                                |                                             |
|                                  | 02 | Titkos hegyi erőd szerelem                     | Secret Mountain Fort Love                   |
| Buli püföl                       | 02 | Party Slog                                     |                                             |
|                                  |    |                                                |                                             |
|                                  | 03 | Szurdok gyere haza                             | Dingle Come Home                            |
| Öt undorító szörny és egy baba   | 03 | 5 Disgustoids and a Baby                       |                                             |
|                                  |    |                                                |                                             |
|                                  | 04 | Funstro                                        | Funstro                                     |
| Lopja a napot                    | 04 | Stealing the Sun                               |                                             |
|                                  |    |                                                |                                             |
|                                  | 05 | Birkóznimániákusok                             | Wrestlemaniacs                              |
| Gweelock repedések               | 05 | Gweelok Cracks                                 |                                             |
|                                  |    |                                                |                                             |
| MÁSODIK ÉVAD                     |    |                                                |                                             |
|                                  |    |                                                |                                             |
|                                  | 06 | Mit csinál, unokaöccse?                        | What It Do Nephew?                          |
| A tét                            | 06 | The Bet                                        |                                             |
|                                  |    |                                                |                                             |
|                                  | 07 | Rémálmi szósz                                  | Nightmare Sauce                             |
| Titkos hegyi fing félelmetes     | 07 | Secret Mountain Fart Awesome                   |                                             |
|                                  |    |                                                |                                             |
|                                  | 08 | Túrázás                                        | Road Trippin                                |
| A hatodik szörnyeteg             | 08 | The 6th Disgustoid                             |                                             |
|                                  |    |                                                |                                             |
|                                  | 09 | A törött szék                                  | The Broken Chair                            |
| 7002                             | 09 | 7,002                                          |                                             |
|                                  |    |                                                |                                             |
|                                  | 10 | Festro kap szemüveget                          | Festro Gets Glasses                         |
| Család hazugság                  | 10 | Family Lies                                    |                                             |
|                                  |    |                                                |                                             |
|                                  | 11 | Csak a rúgásokért                              | Just for Kicks                              |
| Labirintus                       | 11 | Labyrinth                                      |                                             |
|                                  |    |                                                |                                             |
|                                  | 12 | Ezredes szörnyeteg szörnyetegének pizza palota | Colonel Monster's Monster Time Pizza Palace |
| Elnök a fing                     | 12 | President the Fart                             |                                             |
|                                  |    |                                                |                                             |
|                                  | 13 | Titkos hegyi Nagyfater bátyó                   | Secret Mountain Uncle Grandpa               |
| Titkos hegyi erőd vérfarkas baba | 13 | Secret Mountain Fort Werebaby                  |                                             |
|                                  |    |                                                |                                             |

## Fordítás
- Ez a szócikk részben vagy egészben  a   Secret Mountain Fort Awesome című angol Wikipédia-szócikk ezen változatának fordításán alapul.  Az eredeti cikk szerkesztőit annak laptörténete sorolja fel. Ez a jelzés csupán a megfogalmazás eredetét és a szerzői jogokat jelzi, nem szolgál a cikkben szereplő információk forrásmegjelöléseként.